# Wanda Montanelli
Wanda Montanelli (* 20. Jahrhundert in Neapel) ist eine italienische Politikerin und Cantautrice.

## Biografie
Als zweites von fünf Kindern geboren, verbrachte Wanda Montanelli ihre Kindheit bis zum Alter von 17 Jahren in Neapel. Nach dem Studium der klassischen Gitarre begann sie selbst Lieder zu komponieren, oft mit Texten auf Neapolitanisch. Sie zog dann zunächst nach Mailand, wo sie neben Adriano Celentano auch Nando de Luca kennenlernte, der sie darin bestärkte, eigene Lieder zu komponieren.
Dann zog sie nach Rom und gewann 1979 den Wettbewerb „Una canzone per Sanremo“ („Ein Lied für Sanremo“) mit ihrem sozialkritischen Lied „Napule cagnarrà“ („Neapel wird sich verändern“). Auf dem Festival in Sanremo präsentierte Massimo Abbate ihr Stück.
Daraufhin nahm die Plattenfirma „RCA Italiana“ Montanelli unter Vertrag. 1981 erschien ihre erste Langspielplatte „Napoli cambierà“, später veröffentlichte sie noch drei weitere Platten. Roland Kaiser übernahm die Melodie ihres bekanntesten Lieds, „Napoli cambierà“, und brachte sie in Deutschland unter dem Titel „Hab' ich zuviel riskiert“ heraus.
1994 veröffentlichte sie bei dem römischen Musikverlag „Griot“ das Album „Voglio una sinistra a modo mio“, im folgenden Jahr erschien „Messaggio a Chirac“ („Botschaft an Chirac“), das den damaligen französischen Präsidenten von seinen Absichten abbringen sollte, eine Atombombe im Tropenparadies der Insel Mururoa zu testen.
Seit 1997 widmet sie sich aktiv der Politik.

## Politische Aktivitäten
1997 schloss Montanelli sich der vom ehemaligen Staatsanwalt Antonio Di Pietro gegründeten Mani-Pulite-Bewegung an. 2002 wurde sie zur Vorsitzenden des Frauenrates der inzwischen zur Italien der Werte umbenannten Partei ernannt. Im Jahr 2004 wurde sie Leiterin der Abteilung für Chancengleichheit. Im Jahr darauf beauftragte Di Pietro sie mit der Organisation des ersten nationalen Festivals des Italiens der Werte, dem sie mit einem Gender-Mainstreaming-Ansatz mediale Aufmerksamkeit widmete. Anfang 2006 nahm sie an der Ausarbeitung des politischen Programms der Union für die Wahlen in Italien 2006 teil (die so genannte „Fabrik des Programms“) und organisierte einen Appell an den damaligen Präsidenten Carlo Ciampi gegen das neue Wahlgesetz, der in der Zeitung La Repubblica veröffentlicht und von illustren Namen unterzeichnet wurde, darunter Tina Lagostena Bassi. Doch als Di Pietro ihr und fast allen anderen Frauen des „Italiens der Werte“ unerwartet den Zugang zum Parlament verweigerte, begann sie dem Präsidenten, den sie als „aus demokratischer Sicht unzulänglich und dem weiblichen Universum gegenüber wenig aufmerksam“ bezeichnete, vehement zu widersprechen. Sie trat in einen langen Hungerstreik (27 Tage), um die Institutionen und die öffentliche Meinung für die Frage der Wiederherstellung des Gleichgewichts zwischen den Geschlechtern zu sensibilisieren. Daraus entstanden die „Komitees für Wanda Montanelli“, die Teil einer nationalen Bewegung für die Rechte der Chancengleichheit waren und sie in ihrem Hungerstreik unterstützten. Nachdem sich ihr Gesundheitszustand täglich verschlechterte, wurde Montanelli vom damaligen italienischen Ministerpräsidenten Romano Prodi und von Antonio Di Pietro mit dem Versprechen der zukünftigen Verwirklichung der Gleichberechtigung aufgefordert, den Hungerstreik zu beenden. Dies tat sie. Als ihre Forderung aber nicht umgesetzt wurde, verklagte Wanda Montanelli die Partei „Italien der Werte“ und trat erneut in einen 42-tägigen Hungerstreik. Gegenwärtig engagiert sie sich mit dem Onerpo-Observatorium in Zusammenarbeit mit der Organisation „Girls not Brides“ gegen Kinderheirat. 2018 erschien dazu ihr Buch „Sono soltanto una bambina“ („Ich bin doch nur ein Kind“), das ins Englische und ins Deutsche übersetzt wurde.

## Diskografie (Auszug)

### Langspielplatten
- 1981: Due lingue per un discorso (Gulp!, SIL 1190)

Titel: 1 - Totonno o Luongo; 2 - Napule Cagnarrà; 3 - Quando tutti mi bastonavano; 4 - Perché non amo il re e la regina; 5 - La ballata di Lucia; 6 - Ciccillo; 7 - E mariuole nun vanno'n galera; 8 - Non si misura in libbre di lardo la mediocrità; 9 - Napoli Bombay; 10 - Grossa Donna; 11 - Non è vero che il mare non bagna Napoli

### Singles
- 1980: Frutte 'e mare/'E mariuole (FONIA ITALIANA)
- 1982: Dai che ce la fai/Voglio pazzià (Lettera A, LTA 76006 distribuzione CGD)

Titel: 1 - Dai che ce la fai; 2 -  Voglio pazzià.
- 1985: Non è vero che il mare non bagna Napoli/Totonno 'o lungo (Fonit Cetra)

Titel: 1 - Non è vero che il mare non bagna Napoli; 2 - Totonno 'o luongo.

### Musikkassette
- 1994: Voglio una sinistra a modo mio (Griot)

Titel: 1 - Voglio una sinistra a modo mio; 2 - Nicolò; 3 - Non è vero che il mare non bagna Napoli; 4 - Napule cagnarrà; 5 - Saxa Rubra; 6 - Voglio Pazzià; 7 - E' mariuole nun vanno'n galera; 8 - Base Voglio una sinistra a modo mio; 9 - Base  Nicolò; 10 - Base Saxa Rubra.
- 1995: Messaggio a Chirac (Griot)

Titel: 1 - Messaggio a Chirac; 2 - Base musicale.

### CD
- 1996: Napoli cambierà (Nuova Canaria)

Titel: 1 - Totonno o Luongo; 2 - Napule Cagnarrà; 3 - Quando tutti mi bastonavano; 4 - Perché non amo il re e la regina; 5 - La ballata di Lucia; 6 - Ciccillo; 7 - E mariuole nun vanno'n galera; 8 - Non si misura in libbre di lardo la mediocrità; 9 - Napoli Bombay; 10 - Grossa Donna; 11 - Non è vero che il mare non bagna Napoli